# Rajko Dujmić
Rajko Dujmić (Zagabria, 7 agosto 1954 – Fiume, 4 agosto 2020) è stato un cantautore e produttore discografico croato.

## Biografia
Membro dei Novi fosili, è ricordato per aver composto la canzone Rock Me, con la quale il gruppo Riva vinse l'Eurovision 1989 per la Jugoslavia.
Rajko Dujmić è morto il 4 agosto 2020, per le lesioni riportate in un incidente stradale avvenuto la settimana precedente. Le sue spoglie sono sepolte nel cimitero Mirogoj.